# 양순 탄음
양순 탄음(Voiced bilabial flap)은 닿소리의 하나이다. 위아래 입술을 가볍게 치는 것에 따라서 생기는 음이다. 국제음성기호에서의 표기는 2005년에 순치 탄음을 나타내는 표기 아래에 작은 ‘+’를 붙인 것으로 결정되었다. 

## 특징
- 발성 기관을 한 번 튕기는 탄음이다.
- 성대가 울리는 유성음이다.
- 입을 통하여 공기가 빠져나가는 구강음이다.
- 양쪽 입술로 조음하는 양순음이다.
- 구강 내의 기류는 구별이 없다.
- 발성 방법은 인후나 입이 아니라 폐에서 발성기관으로 공기가 빠져나가는 폐장기류음이다.

## 언어별 사용
| 언어     | 언어     | 단어      | IPA       | 뜻        | 설명                                               |
| -------- | -------- | --------- | --------- | --------- | -------------------------------------------------- |
| 모노어   | 모노어   | vwa       | [ⱱ̟a]      | '보내다'  | /v/와 /w/가 대조한다. 순치 탄음으로 자유 변형한다. |
| 렝골라어 | 렝골라어 | 예시 필요 | 예시 필요 | 예시 필요 |                                                    |
| 맘베이어 | 맘베이어 | 예시 필요 | 예시 필요 | 예시 필요 |                                                    |

1. ↑  Olson (2004:233)
2. ↑  https://phoible.org/inventories/view/1338
3. ↑  https://phoible.org/inventories/view/1054